# 28934 Meagancurrie
28934 Meagancurrie è un asteroide della fascia principale. Scoperto nel 2000, presenta un'orbita caratterizzata da un semiasse maggiore pari a 2,8801604 UA e da un'eccentricità di 0,0847080, inclinata di 2,41537° rispetto all'eclittica.